# The Misfit of Demon King Academy
The Misfit of Demon King Academy (jap. 魔王学院の不適合者 ～史上最強の魔王の始祖、転生して子孫たちの学校へ通う～ Maō gakuin no futekigōsha: Shijō saikyō no maō no shiso, tensei shite shison-tachi no gakkō e kayō), skracane do Maō gakuin no futekigōsha (jap. 魔王学院の不適合者) – seria light novel napisana przez Shu i zilustrowana przez Yoshinoriego Shizumę. Początkowo była publikowana jako powieść internetowa w serwisie Shōsetsuka ni narō. Następnie została przejęta przez wydawnictwo ASCII Media Works, które wydaje ją jako light novel od marca 2018 pod imprintem Dengeki Bunko.
Na jej podstawie powstała manga oraz serial anime wyprodukowany przez studio Silver Link, który emitowano od lipca do września 2020. Drugi sezon był emitowany od stycznia 2023 do lipca 2024.

## Fabuła
Po 2000 lat niezliczonych wojen i sporów, król demonów Anos Voldigoad zawiera układ z bohaterem ludzi Kanonem, poświęcając własne życie i umożliwiając tym samym nastanie pokoju. Po odrodzeniu się 2000 lat później, Anos odkrywa, że królewskie demony, ceniące sobie czystą krew jego potomków, rządzą teraz surowo niższą klasą demonów, które krzyżowały się z innymi gatunkami, takimi jak ludzie i duchy. Stwierdzając, że magia jako całość zaczęła podupadać, a jego potomkowie stali się słabsi w wyniku pokoju, który stworzył, Anos, teraz technicznie rzecz biorąc sam będący mieszańcem, postanawia odzyskać swój dawny tytuł. Najpierw jednak musi ukończyć Akademię Króla Demonów, gdzie zostaje uznany za całkowitego odmieńca.

## Bohaterowie
- Anos Voldigoad (jap. アノス・ヴォルディゴード Anosu Vorudigōdo)

Seiyū: Tatsuhisa Suzuki (sezon 1), Yūichirō Umehara (sezon 2) 
- Sasha Necron (jap. サーシャ・ネクロン Sāsha Nekuron)

Seiyū: Yūko Natsuyoshi 
- Misha Necron (jap. ミーシャ・ネクロン Mīsha Nekuron)

Seiyū: Tomori Kusunoki 
- Lay Glanzudlii (jap. レイ・グランズドリィ Rei Guranzudori)

Seiyū: Takuma Terashima 
- Misa Ilioroagu (jap. ミサ・イリオローグ Misa Iriorōgu)

Seiyū: Nene Hieda 
- Zepes Indu (jap. ゼペス・インドゥ Zepesu Indu)

Seiyū: Takuya Eguchi 
- Leorig Indu (jap. リオルグ・インドゥ Riorugu Indu)

Seiyū: Shinnosuke Tachibana 
- Kanon (jap. カノン)

Seiyū: Ryōta Ōsaka 
- Emilia Ludowell (jap. エミリア・ルードウェル Emiria Rūdoweru)

Seiyū: Ami Koshimizu 
- Shin Reglia (jap. シン・レグリア Shin Reguria)

Seiyū: Wataru Hatano 
- Eleonore Bianca (jap. エレオノール・ビアンカ Ereonōru Bianka)

Seiyū: Sayumi Watabe 

## Light novel
Seria została po raz pierwszy została opublikowana 2 kwietnia 2017 jako powieść internetowa w serwisie Shōsetsuka ni narō. Później została przejęta przez wydawnictwo ASCII Media Works i wydana jako light novel pod imprintem Dengeki Bunko, której pierwszy tom ukazał się 10 marca 2018. Według stanu na 7 października 2022, do tej pory ukazało się 12 tomów.
| Nr  | Data wydania (język japoński) | ISBN (język japoński)  |
| --- | ----------------------------- | ---------------------- |
| 1   | 10 marca 2018                 | ISBN 978-4-04-893681-1 |
| 2   | 10 lipca 2018                 | ISBN 978-4-04-893920-1 |
| 3   | 10 listopada 2018             | ISBN 978-4-04-912096-7 |
| 4a  | 9 marca 2019                  | ISBN 978-4-04-912327-2 |
| 4b  | 10 maja 2019                  | ISBN 978-4-04-912453-8 |
| 5   | 10 października 2019          | ISBN 978-4-04-912664-8 |
| 6   | 10 marca 2020                 | ISBN 978-4-04-913074-4 |
| 7   | 10 lipca 2020                 | ISBN 978-4-04-913273-1 |
| 8   | 10 października 2020          | ISBN 978-4-04-913448-3 |
| 9   | 9 kwietnia 2021               | ISBN 978-4-04-913734-7 |
| 10a | 6 sierpnia 2021               | ISBN 978-4-04-913938-9 |
| 10b | 8 października 2021           | ISBN 978-4-04-913939-6 |
| 11  | 10 marca 2022                 | ISBN 978-4-04-914145-0 |
| 12a | 10 sierpnia 2022              | ISBN 978-4-04-914532-8 |
| 12b | 7 października 2022           | ISBN 978-4-04-914533-5 |
| 13a | 10 lutego 2023                | ISBN 978-4-04-914870-1 |

## Manga
Adaptacja w formie mangi autorstwa Kayaharuki ukazywała się w magazynie internetowym „Manga UP!” wydawnictwa Square Enix od 24 lipca 2018 do 10 lipca 2021, kiedy to ogłoszono, że seria została anulowana z powodu choroby Kayaharuki, ponieważ jak wcześniej stwierdzono, autor jest w trakcie leczenia. Dwa dni później ogłoszono, że 6 lipca Kayaharuka zmarł z powodu raka trzustki.
| Nr | Data wydania (język japoński) | ISBN (język japoński)  |
| -- | ----------------------------- | ---------------------- |
| 1  | 10 listopada 2018             | ISBN 978-4-75-755906-6 |
| 2  | 10 maja 2019                  | ISBN 978-4-75-756112-0 |
| 3  | 10 października 2019          | ISBN 978-4-75-755906-6 |
| 4  | 5 marca 2021                  | ISBN 978-4-75-757133-4 |

## Anime
Adaptacja w formie telewizyjnego serialu anime została ogłoszona 6 października 2019 podczas wydarzenia „Dengeki Bunko Aki no Namahōsō Festival”. Pierwotnie seria miała mieć premierę w kwietniu 2020, ale została ona opóźniona do lipca tego samego roku ze względu na komplikacje produkcyjne spowodowane pandemią COVID-19. Serial został zanimowany przez studio Silver Link i wyreżyserowany przez Masafumiego Tamurę wraz z Shinem Ōnumą jako głównym reżyserem. Scenariusz napisał Jin Tanaka, postacie zaprojektował Kazuyuki Yamayoshi, a muzykę skomponował Keiji Inai. 13-odcinkowe anime było emitowane było od 4 lipca do 26 września 2020. Prawa do dystrybucji serii nabył Crunchyroll.
6 marca 2021 ogłoszono, że seria otrzyma drugi sezon, który zostanie podzielony na dwie części. Yūichirō Umehara zastąpił Tatsuhisę Suzukiego jako seiyū Anosa Voldigoada, reszta obsady zaś ponownie wcieliła się w swoje role. Emisja pierwszej części rozpoczęła się 8 stycznia i zakończyła 24 września 2023, natomiast druga była emitowana od 13 kwietnia do 25 lipca 2024.

### Ścieżka dźwiękowa
| Nr             | Tytuł                               | Wykonawcy                      | Źródło   |
| Czołówka       | Czołówka                            | Czołówka                       | Czołówka |
| -------------- | ----------------------------------- | ------------------------------ | -------- |
| 1              | „Seikai fuseikai” (jap. 正解不正解) | Civilian                       | [ 38 ]   |
| 2              | „Seien”                             | Lenny code fiction             | [ 39 ]   |
| 3              | „Maō” (jap. 魔王)                   | Burnout Syndromes i Nao Tōyama | [ 40 ]   |
| Napisy końcowe |                                     |                                |          |
| 1              | „Hamidashimono” (jap. ハミダシモノ) | Tomori Kusunoki                | [ 38 ]   |
| 2              | „Esoa” (jap. エソア)                | Momosumomosu                   | [ 39 ]   |
| 3              | „Shingetsu” (jap. シンゲツ)         | Tomori Kusunoki                | [ 40 ]   |